# Philippe Néricault Destouches

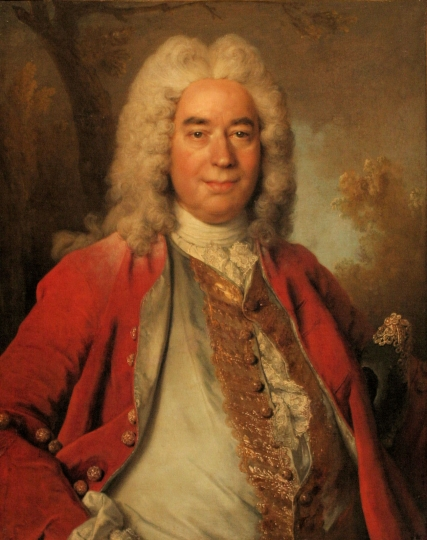
Philippe Néricault Destouches, 1723

Philippe Néricault Destouches (* 9. April 1680 in Tours; † 4. Juli 1754 auf Fortoiseau bei Melun) war ein französischer Lustspieldichter.

## Leben und Schaffen
Über die Herkunft und Jugend von Destouches ist wenig bekannt, außer dass er aus kleinen Verhältnissen kam, aber eine passable Bildung erhielt. Vielleicht war er als junger Mann Soldat, vielleicht auch Schauspieler. Um 1705 erhielt er in Paris Anschluss an den Roger Brulart de Sillery, Marquis de Puysieux (1640–1719), den französischen Chefdiplomaten (von 1697 an) für die schweizerischen Kantone, und trat in seine Dienste. Über ihn erhielt er gesellschaftliche und literarische Kontakte, u. a. zu dem arrivierten Autor Nicolas Boileau, der ihn ermutigte.
1710 begleitete er Puysieulx in die Schweiz, wo er sein erstes Stück zur Aufführung brachte, Le Curieux impertinent (Der unverschämte Neugierige). Dieses wurde von der Pariser Comédie-Française übernommen, und auch die nachfolgenden Stücke, L’Ingrat (Der Undankbare, 1712), L’Irrésolu (Der Unentschlossene, 1713), Le Médisant (Der Verleumder, 1715) und Le Jaloux (Der Eifersüchtige, 1716), kamen dort erfolgreich heraus.
Inzwischen hatte Destouches den Abbé und bald Kardinal Guillaume Dubois kennengelernt, der ab 1715 unter dem Regenten von Frankreich, Philipp von Orléans, zunächst als Außenminister und später als Erster Minister fungierte. Von ihm wurde er 1717 zu diplomatischen Verhandlungen nach London mitgenommen, wo er als Botschaftssekretär blieb, sich in verschiedenen Missionen bewährte und eine Engländerin heiratete.
Als er 1723 aus England zurückkehrte, wurde er mit dem adelnden Amt eines „königlichen Türwächters“ (Garde de la porte du Roi) und der Aufnahme in die Académie française (Fauteuil 6) belohnt. 1725 quittierte er den diplomatischen Dienst, erwarb den Landsitz Fortoiseau bei Melun, 40 km südöstlich von Paris, und wendete sich wieder ganz der Literatur zu. Sein nächstes Stück, Le Philosophe marié ou le Mari honteux de l’être (Der verheiratete Philosoph oder der sich seiner Verheiratung schämende Ehemann, 1727), war sogleich ein Erfolg.
Seinen Höhepunkt als Autor erreichte Destouches mit Le Glorieux (Der Hochnäsige, 1732), ein Stück über einen verarmten, aber dünkelhaften Adeligen, der sich am Ende zu mehr Bescheidenheit bekehrt und eine reiche Bürgerstochter bekommt. Das Stück erlebte 30 Aufführungen in Folge und wurde auch danach oft gespielt.
Die Spezialität der Komödien von Destouches, die schon viele Elemente des „drame bourgeois“ (Bürgerliches Trauerspiel) vorwegnehmen, ist die Darstellung von störenden, aber nicht allzu schlimmen Untugenden und Schwächen, die sich letztendlich meist als heilbar erweisen. Die Handlung der Stücke wirkt auf heutige Leser moralisch allzu korrekt, die Figuren psychologisch zu undifferenziert und flach.
In seinen späten Jahren erwarb Destouches das Amt des königlichen Gouverneurs der Stadt Melun, eines der vielen Ehrenämter ohne konkreten Zuständigkeitsbereich, die das Ancien Régime vergab.
Mehrere seiner Stücke wurden erst postum aufgeführt.

## Werke (Auswahl)
- Le Curieux impertinent (1710)
- L’Ingrat (1712)
- L’Irrésolu (1713)
- Le Médisant (1715)
- Le Jaloux (1716)
- Le Philosophe marié (1727)
- Le Glorieux (1732)
- Le Dissipateur (Der Verschwender, 1736)
- La Fausse Agnès (Die falsche A., 1736)
- L’Ambitieux et l’indiscrète (Der Ehrgeizige und die Indiskrete, 1737)
- L’Amour usé (Die abgenutzte Liebe, 1741)
- Les Amours de Ragonde (Die Liebe der R., 1742)